# Vallás az Oszmán Birodalomban

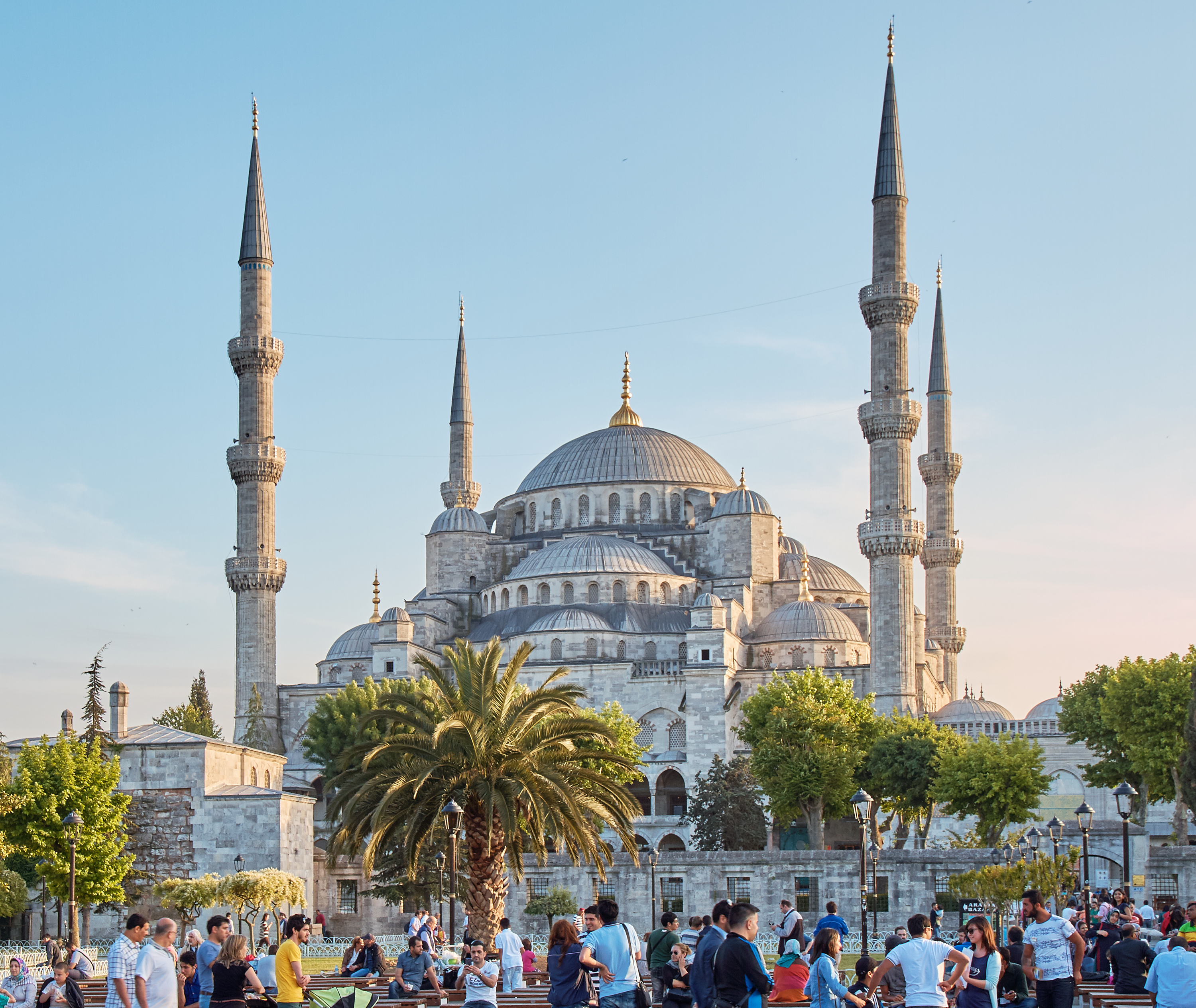
Az isztambuli Kék mecset

Az Oszmán Birodalomban a vallásnak fontos társadalomszervező szerepe volt. A szultánok magukra ruházták Allah hatalmának egy részét, különösen azután, hogy megszerezték a kalifa címet, az iszlám legmagasabb tisztségét. Az uralkodó közvetítő lett a földi és a földöntúli hatalom között. Tetteiben Allahra hivatkozott, az ő nevében feltétlen engedelmességet követelt. Földi hatalmával elsöpörte az útjában állókat, vallási vezetőként vigaszul felkínálta számukra a túlvilági életet. A vallás a közemberek millióinak neveléséhez erős manipulációs eszköz volt a központi hatalom számára.

## Az oszmán-törökök és az iszlám
Az iszlám felvételével a nomád oszmán-törökök egy magasan fejlett civilizációba léptek be. Az arab tudományok, a perzsa irodalom és művészetek, a környező iszlám államok, mindenekelőtt az arab kalifátus egész kipróbált intézményrendszere rendelkezésükre állt, hogy átvegyék belőle a számukra használható elemeket, és átalakítsák vagy saját megoldásaikkal helyettesítsék az alkalmatlanokat. Ez utóbbira elsősorban a mindennapi joggyakorlatban volt szükség.
Az iszlámban a jogi szabályozások a vallás előírásai közé keveredtek, isteni utasításokként dogmákká merevedtek. A vallási és vallásjogi szövegek, a liturgia nyelve az arab volt. Az oszmán-törökök akkor vették át az iszlámot, amikor a vallásjog már teljesen megcsontosodott; ezen a rendszeren belül már nem lehetett kialakítani egy feltörekvő, új és új problémákba ütköző állam jogrendszerét.
Az Oszmán Birodalom első szultánjai rendeletekkel kormányoztak, amelyeket aztán a 15. század második felétől fogtak össze nagy törvénykönyvekben (kánunnáme). A mintegy száz éven át egymást követő ilyen kódexek határozták meg az állami hierarchiát, a központi és tartományi igazgatást, a gazdasági élet szabályait, a magánjogot és a büntetőjogot. Ezeken túl minden tartomány kapott saját szabályrendszert is.
Az iszlám nem közvetlenül írta elő a hatalom, a szultán iránti engedelmességet, hanem az imák, rítusok rendjét, a családi és társasági életet, az erkölcsöket és a viselkedés normáit szabályozta aprólékosan, parancsok, ajánlások és tilalmak tömegével. Ez az önálló gondolkodás elfojtására, mindenfajta felsőbb akarat tiszteletére nevelte a tömegeket.

### Vallási tisztségviselők

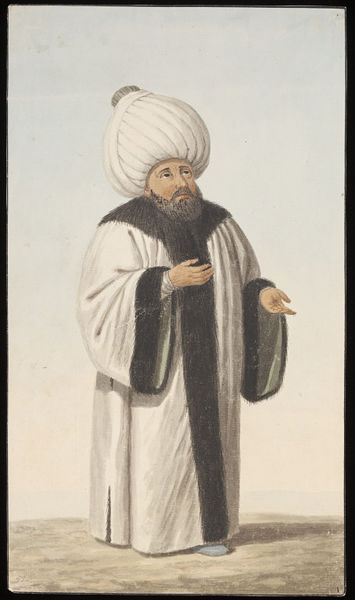
Sejhüliszlám vízfestményen, 1809

Oszmán egyházról európai értelemben nem lehet beszélni, de Allah és a a legfőbb vallási vezető, a kalifa akaratát az emberek felé vallási szereplők népes serege közvetítette, akik egyben állami alkalmazottak is voltak. Fejük az uralkodó közvetlen környezetében, a szerájban tevékenykedő sejhüliszlám volt. A legkisebb városi mecset személyzete is Isztambulból kapta a kinevezését és a fizetését, a vallási épületek létrehozása és fenntartása is túlnyomórészt a államkincstárat terhelte. A magánalapítványok révén működő intézményeket, pénzügyeiket is rendszeresen ellenőrizte az állam.
Bár önálló egyházi szervezet, így klérus, papság sem létezett, a török vallási–vallásjogi tisztviselők, az ulemák mégis elkülönülő, zárt kasztot alkottak, akik igyekeztek öröklődővé tenni állásaikat, vagy egymás között cserélgették azokat. Egyház nélküli egyházi társadalmuk több csoportra oszlott.
A legtovább azok tanultak, akik magasabb rangú bírók akartak lenni. Ők előbb tanári (müderrisz) kinevezést szereztek, innen pályázhattak a főbírói állásokra. A müderriszek alkották az első csoportot. A következő csoportban a jogászok voltak. A bírák (kádi) sokszáz fős tömege mellett közéjük tartoztak a jog magyarázói, a muftik is. Élükön az ulema-rend vezetői álltak, akik az állam vezetésében is nagy szerepet játszottak: a mindenkori főváros két bírája, (kádiászker) és a 16. századtól a legfőbb tisztség viselője, a sejhüliszlám. Az alacsonyabb rangú kádik serege erősen tagolt volt a tartományi központok főbíráitól az alacsony fizetésű kisvárosi kádikig. Közöttük elméletileg nem volt alá- és fölérendeltség, de a közöttük lévő társadalmi és anyagi különbségek a gyakorlatban óhatatlanul függési viszonyokat eredményeztek.
Az ulemák harmadik csoportját a templomok személyzete alkotta, ők tisztán vallási jellegű feladatot láttak el. Az uralkodó székhelyén, a szultán által alapított dzsámikban prédikáltak a sejkek. A kisebb templomok istentiszteleteit az imámok vezették.

### Irányzatok
Az oszmán állam vezetése a szunnita iszlám négy iskolája közül a viszonylag legtürelmesebbet, a hanafita irányzatot tette magáévá, de a birodalom vallási képe tarka volt. A szunnita ortodoxia mellett elterjedt volt a miszticizmus is, amit a hivatalosság hol megtűrt, hol élesen támadott. A határvidékek harcosai, a gázik a vallás és a hitélet egyetlen formáját, a szent háborút (dzsihád) tartották lényegesnek.
A társadalom alsó régióiban, a nomádok, parasztok és kézművesek körének népi vallásossága sokszor lázadó jellegű volt, hitvilágukat átjárta a török-mongol sámánizmus, a miszticizmus, valamint a kereszténység és a síita iszlám egyes elemei, amelyekkel szemben a hatalommal szövetkezett ortodoxia állandó harcot vívott.
Az Oszmán Birodalom terjeszkedése nyomán a Balkán-félszigetet is elárasztották ezek a szerteágazó szellemi áramlatok és politikai mozgalmaik. A helyi lakosság a megmaradás, majd az új rendszeren belüli felemelkedés érdekében helyenként – mint Albániában és Boszniában – tömegesen tért át az új hitre. Időnként a békésebb vagy erőszakosabb térítés is szerepet játszott. Az egész Balkánra a vallási türelem és a fanatikus térítés sajátos keveréke volt jellemző, beleértve az iszlám népi eretnek tanok burjánzását is. Szari Szaltuk sejk szektájának  hívei például már az oszmán hódítás előtt, 1261-ben letelepedtek Dobrudzsában.
A kereszténységgel való tartós együttélés is bomlasztó hatást gyakorolt az iszlám ortodoxiára. A bektásik irányzata térítő tevékenysége során nagy engedményeket tett, elengedte a sok napi ima és a böjtök terheit, a borivás tilalmát, sőt maga is átvette a kereszténység egyes elemeit.
A meghódított keresztény területek lakossága csak lassan és hézagosan tért át az új hitre. Nemhogy a liturgia nyelvét, az arabot, de még a török nyelvet sem sajátították el megfelelően. Korabeli utazók magyarországi török hódoltsági területekről azt írták, hogy a török központok katonái és lakosai egymás között többnyire délszláv nyelveken beszéltek.

## Más vallások

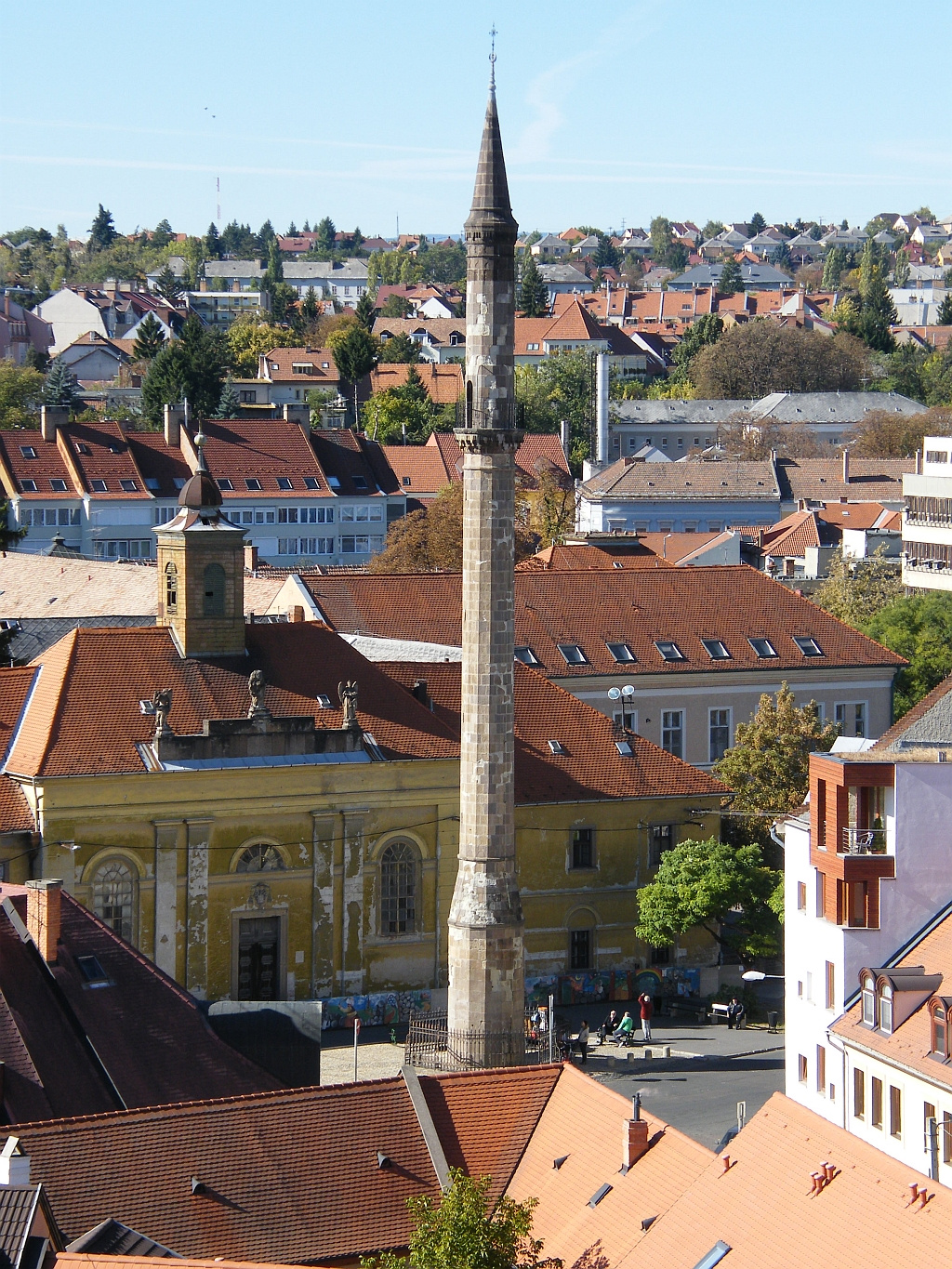
Az Oszmán Birodalom legészakibb minaretje Egerben

Az iszlám terjedése ellenére a meghódított európai területek lakosságának nagy része keresztény maradt. Konstantinápoly, az ortodox kereszténység központja török fennhatóság alá került. A szultánok elismerték a pátriárka jogait, a görögkeleti egyház autonómiáját, de fenntartották maguknak az egyházi vezetők kinevezésének jogát. A püspöki bíróságok híveik polgári pereiben is döntöttek. Az egyház megtartotta vagyona egy részét, adót szedett híveitől és adót fizetett az oszmán kincstárnak, illetve vesztegetőpénzeket a birodalom nagyurainak.
Az ortodox egyház legfelső vezetői többnyire Isztambulban élő görögök voltak, akik többnyire méltóságuk megszerzésével és megőrzésével voltak elfoglalva, elidegenedtek népüktől és híveiktől. Az alsópapság és a szerzetesek azonban nagy szerepet játszottak a nép kultúra megőrzésében, majd a nemzeti függetlenségi mozgalmak megindításában.

## Magyarország
Magyarországon a hódoltság idején is fennmaradtak a háborús állapotok. A törökellenes harc ideológiája mindvégig a keresztény Európa védelmezése volt. A szinte folytonos harc megakadályozta, hogy az iszlám vallás – egyedi, kivételes esetektől eltekintve – teret nyerjen a magyar lakosság körében. A magyarok vallási helyzetére ebben a korban a protestantizmus előretörése, majd az ellenreformáció  nyomta rá a bélyegét.

## Kapcsolódó szócikk
- Szultáni szeráj